# Forte Príncipe Imperial de Alagoas
O Forte Príncipe Imperial de Alagoas localizava-se na antiga cidade de Alagoas, hoje Marechal Deodoro, no atual estado brasileiro de Alagoas.

## História
Esta estrutura encontra-se citada por SOUZA (1885), que não obteve mais informações a seu respeito (op. cit., p. 90). Tratava-se de uma pequena fortificação, provavelmente em faxina e terra, erguida para defesa da antiga capital provincial por determinação do Comandante das Armas da Província de Alagoas, Coronel Joaquim Mariano de Oliveira Belo, na barranca em frente aos canais e por trás do cemitério anexo à Igreja Matriz, conforme Aviso de 3 de fevereiro de 1827. Foi concluída em 1828, conforme Ofício de 16 de agosto de 1828 daquele oficial ao vice-Presidente em exercício da Província, Nóbrega de Vasconcelos, estando artilhado com cinco peças, uma de bronze de calibre não informado, duas de ferro de 6 e duas de ferro de 2 (GARRIDO, 1940:81).
A partir de 9 de dezembro de 1839 a sede do governo provincial foi transferida da antiga cidade de Alagoas para a de Maceió, perdendo, a primeira, a importância estratégica.
À época de GARRIDO (1940), não havia mais vestígios da sua edificação (op. cit., p. 81).